# 土倉一涂
土倉 一涂（とくら かずみち、元禄4年（1691年） - 正徳元年12月21日（1712年1月28日））は、岡山藩の家老。
兄弟は山崎尭治、京極高通室。正室は鴨方藩主池田政言の娘。養子に土倉一貞。幼名は大五郎。通称は市正。

## 生涯
元禄4年（1691年）、交代寄合山崎義方の次男として備中成羽に生まれる。元禄11年（1698年）正月14日、岡山に来て岡山藩家老土倉一長の養子となる。同月21日、藩主池田綱政に御目見する。同年12月、養父の死去により家督を相続し、岡山藩家老、佐伯1万1000石の領主となる。
元禄16年（1703年）、鴨方藩主池田政言の娘と婚姻する。宝永4年（1707年）、江戸に下向し、将軍徳川家宣の次男家千代誕生祝の使者を務める。宝永5年（1708年）、藩主池田家の祈祷所として再建された金剛山常住寺に石灯籠を奉納する。
正徳元年（1711年）12月21日没。家督は岡山藩家老池田長喬の次男の豊之介（一貞）が養子となって相続した。